# 段春华
段春华（1959年10月—），男，河北容城人，中华人民共和国政治人物。南开大学国际经济研究所世界经济专业毕业，在职研究生学历，经济学博士。中共第十八届中央候补委员、委员（十八届七中全会递补），第十九届中央候补委员。曾任天津市人大常委会主任。

## 生平
1980年12月参加工作。1983年5月加入中国共产党。历任共青团天津市委副书记、书记、市青联副主席。1998年第十四届团中央委员会委员、常委。中共宁河县委书记，天津市农业委员会主任、市委农村工作委员会副书记等职。2007年6月获任中共天津市委常委兼市委秘书长。2014年11月，改任天津市人民政府副市长。2015年1月，接替崔津渡出任天津市人民政府常务副市长。2018年1月，当选天津市人大常委会主任。2018年2月24日，当选为第十三届全国人大代表。
2023年1月15日，卸任天津市人大常委会主任职务。同年3月，当选为全國人民代表大會農業與農村委員會副主任委員。